# Збірна Сент-Вінсент і Гренадин з футболу
Збі́рна Сент-Ві́нсент і Гренади́н з футбо́лу (англ. Saint Vincent and the Grenadines national football team) — національна футбольна команда, що представляє Сент-Вінсент і Гренадини на міжнародних футбольних змаганнях.
Станом на 3 квітня 2025 посідає 172-e місце у рейтингу футбольних збірних світу.

## Історія
Команда офіційно виступає на міжнародній арені з 1989 року, за свою історію лише раз кваліфікувалася на великий турнір — Золотий кубок КОНКАКАФ 1996 року, де програла обом командам своєї підгрупи (0:5 від Мексиці і 0:3 від Гватемалі). Щоб відбиратися на фінальний турнір Золотого кубка КОНКАКАФ, команда бере участь у розіграші Карибського кубка. Найкраще досягнення Сент-Вінсент і Гренадин на цьому турнірі — друге місце, зайняте в 1995 році.

## Золотий кубок КОНКАКАФ
- 1989–1991 — не брала участі
- 1993 — не пройшла кваліфікацію
- 1996 — груповий етап
- 1998–2002 — не пройшла кваліфікацію
- 2003 — не брала участі
- 2005–2025 — не пройшла кваліфікацію

## Карибський кубок
- 1989 — груповий етап
- 1991 — не брала участь
- 1992 — груповий етап
- 1993 — груповий етап
- 1994 — не пройшла кваліфікацію
- 1995 — 2-е місце
- 1996 — груповий етап
- 1997–2005 — не пройшла кваліфікацію
- 2007 — груповий етап
- 2008–2023 — не пройшла кваліфікацію